# Lappkodicillen

Karta från 1765 över gränsen mellan Danmark-Norge och Sverige vid Kautokeino prästgäll.

Lappkodicillen är en bilaga till Strömstadstraktaten om gränsen mellan Norge och Sverige från 1751. 
Lappkodicillens fullständiga namn är Första Bihang eller Codicill till Gränsse Tractaten emellan Konunga Rikerne Swerige och Norge Lappmännerne beträffande. Den innehåller regler som vad som efter gränsläggningen ska gälla speciellt samerna, eftersom många av dem utnyttjade renbetesområden på båda sidor om den nu för första gången fastslagna gränsen. 
Kodicillens andra paragraf stadgar: "Ingen Lapp må hädanefter äga Skatte- eller Städjeland uti mera än ett Rike". Samerna blev således tvungna att välja att vara antingen svenska eller norska. Men det innebar inte att de måste hålla sig inom det egna rikets gränser. I den tionde paragrafen sägs: "Aldenstund Lapparne behöfwa Bägge Rikens Land, skall det dem efter gammal sedwane wara tillåtit höst och wår att flytta med deras Renhjordar öfwer Gränssen in uti ett annat Rike, och hädanefter såsom tillförene lika med Landets undersåtare (...) få betjena sig af Land och strand till underhåld för deras djur och sig sjelfwa, då de wänligen skola emottagas, beskyddas och hjelpas till rätta". Detta skulle även gälla i krigstider.
Eftersom samernas rättigheter har en framträdande plats i kodicillen kallas den ibland "samernas Magna Charta" eller det stora frihetsbrevet.

## Följderna av 1809 års krig
Efter 1809 års krig avträdde Sverige genom Freden i Fredrikshamn Finland till Ryssland. Eftersom varken Finland eller Ryssland stod som undertecknare av Strömstadstraktaten, blev förhållandena för samernas flyttningar mellan vinterbetesmarkerna i Finland och sommarbetena vid norska kusten i Finnmark då oreglerade. På 1830-talet flyttade norska samer med minst 50 000 renar över gränsen. För att detta skulle få fortsätta ställde Ryssland som villkor att alla samer från Enontekis, Enare och Utsjoki i norra Finland – alltså inte bara de renskötande – skulle få rätt att fiska vid Norra Ishavskusten på samma villkor som norska medborgare. Förhandlingarna strandade, vilket ledde till att Ryssland den 15 september 1852 förbjöd norska medborgare att föra sina renar på vinterbete i Finland.
Svenska medborgare kunde däremot fortfarande röra sig över den norsk-finska gränsen med sina renar. Mellan 1852 och 1872 flyttade därför närmare 300 personer med drygt 20 000 renar från norska Kautokeino till svenska Karesuando. Det var ungefär en tredjedel av Kautokeinos befolkning. Som svenska samer kunde de obehindrat flytta mellan sina traditionella betesmarker.
Från och med den 1 september 1889 förbjöd Ryssland emellertid även svenska samer att låta sina renar vinterbeta i Finland. Det ledde till att ett 80-tal samer flyttade tillbaka till Kautokeino, medan de som stannade kvar fick hitta vinterbete i Sverige.

## 1883 års förordning
Sedan de norska samerna förlorat möjligheten att flytta till vinterbetesmarker i Finland, menade Norge att lappkodicillen bara var till fördel för de svenska samerna. Samtidigt växte jordbruksnäringen i Norge, och allt kraftigare klagomål framfördes från bönderna mot de skador som svenska samers renar sades orsaka. Klagomål hördes även från norska samer, bland annat för att trycket på sommarbetena i Troms fylke blev hårdare till följd av det ökade antalet renskötare i Karesuando. Efter diskussioner mellan Sverige och Norge utfärdades  1883 en förordning rörande de Lappar, som med renar flytta emellan de förenade konungarikena Sverige och Norge (SFS 1883:29). Förordningen innebar inte att lappkodicillen sades upp, men den sattes tillfälligt ur spel. Bland annat begränsades den tid när svenska samer fick utnyttja renbete i Norge. Ursprungligen skulle förordningen gälla fram till och med 1898, men den förlängdes fram till och med 1907.

## Renbeteskonventionen 1919
Från 1890-talet blev norrmännen alltmer angelägna om att få stopp på de svenska samernas flyttningar till Norge. Konkurrensen om betesmarkerna hade ökat till följd av Rysslands slutliga gränsstängning 1889, samtidigt som det rent allmänt rådde allt starkare spänningar mellan de båda unionsländerna. Renbetesfrågan blev ett av de viktigaste stridsämnena i samband med unionens  upplösning 1905. Samma år ingicks en konvention, som gick ut på att 1883 års förordning skulle gälla fram till och med 1917, med tillägg av vissa nya föreskrifter.
År 1913 tillsattes en renbeteskommission med sakkunniga från Sverige, Norge och Finland för att utreda frågan om ett avtal om den gränsöverskridande renskötseln. Resultatet blev 1919 års renbeteskonvention. Den innebar att samerna i Västerbottens län förlorade stora betesområden i Nordland fylke, och att Jämtlandssamernas rätt till gränsbete (inom en mil från riksgränsen) avskaffades. De västra delarna av Troms fylke, inklusive öarna, avlystes från renbete. I östra Troms begränsades antalet svenska renar till 39 000. Konventionen reglerade även norska samers rätt till vinterbete i Sverige, men detta var av betydligt mindre omfattning.

## Renbeteskonventionen 1972
Huvudartikel: 1972 års svensk-norska renbeteskonvention
En ny konvention framförhandlades utan att länderna respekterade att Norges Høyesterett 1968 i  Altevatn-domen gett svenska samer rätt och därmed bekräftade svenska samers starka civilrättsliga rättigheter till renbete i Norge. En dom som också blev inledningen till de norska samernas rättskap i Norge.  Saarivuoma sameby kom aldrig att godkänna 1972 års renbeteskonvention. 1972 års konvention, SFS 1972:114, innebar åter nya stora markinskränkningar för svenska renskötande samer i Norge, inskränkningar som gällde fram till 2005, då konventionen upphörde.
Norge gjorde dock 1972 års konvention ensidigt till norsk lag 2005 för att reglera den gränsöverskridande renskötseln. Sverige protesterade mot detta samma år och uttalade att den norska lagstiftningen inte står i överensstämmelse med Norges folkrättsliga åtaganden enligt Lappkodicillen. Senare uttalade den borgerliga regeringen 2007 att man inte har för avsikt att ändra på innehållet i den tidigare socialdemokratiska regeringens uttalande från 2005. < Ang. Förhandling om en ny renbeteskonvention mellan Sverige och Norge Dnr Jo2007/3342/Info/Br.> <Professor ifrågasätter norsk lag,Kirsti Ström Bull, Sameradion 03.10.2006>[källa behövs]

## Ny renskötselkonventionen 2009
Den 7 oktober 2009 undertecknades Konventionen mellan Sverige och Norge om gränsöverskridande renskötsel. Den har dock ännu (februari 2016) inte ratificerats.. Sametinget sade nej till konventionen i oktober 2010. Därefter har en samisk arbetsgrupp med representanter för både norska och svenska samer arbetat med att ta fram ett nytt förslag.

## Lappkodicillens giltighet
Den svenska uppfattningen är att lappkodicillen fortfarande gäller, eftersom den inte ensidigt kan sägas upp av endera regeringen, och att den svenska regeringen inte sagt upp den. De efterföljande konventionerna ses som kompletteringar av kodicillen. I promemorian Renskötselkonventionen från jordbruksdepartementet oktober 2010 (ds 2010:22), som är underlag för remissomgången för 2009 års konvention, uttrycks på följande sätt: "Lappkodicillen gäller än i dag. Mera detaljerade regler än de som anges i Lappkodicillen har senare tillkommit genom olika överenskommelser mellan Sverige och Norge, först genom den s.k. gemensamma svensk-norska lagstiftningen år 1883." Vad gäller lappekodicillens giltighet framgår av 8 kap gränsavtalet att lappkodicillen gäller som om den ord för ord var införd i Gränsavtalet. Samma lydelse finns i själva lappkodicillens 30 § att lappkodicillen är gränsavtal som om den vore ord för ord införd i gränsavtalet. Den 23 maj 2012 uttalade UD att Sverige och Norge konstaterar att länderna är överens om att Lappkodicillen från 1751 är fortsatt giltig.
De båda förhandlingsdelegationerna uttalade sig om giltighetsfrågan i klartext i april 2009 efter överlämnandet av det färdigförhandlade konventionsförslaget: "Kodicillen gäller alltjämt idag. Den har emellertid alltsedan 1800-talet kompletterats med konventioner som reglerar formerna för den gränsöverskridande renskötselns bedrivande. Den senaste konventionen, som ingicks 1972, upphörde att gälla vid utgången av april 2005." 
I preambeln till 2009 års konvention uttrycks frågan om kodicillens giltighet vagare: "Den svenska och den norska regeringen, som ...., som tar hänsyn till den första kodicillen till gränstraktaten den 7 och 18 oktober 1751, vilken bekräftar samernas rätt att flytta med sina renar till det andra landet och där åtnjuta rättigheter enligt gammal sedvana, som ..."
Det har funnits behov att få klarlagt förhållandet mellan den norska ensidigt antagna konventionslagen och lappkodicillen. Det framgår av uttalande från Utrikesdepartementets i Sverige brev den 23 maj 2012 att länderna Sverige och Norge är överens om att lappkodicillen är gällande gränsavtal mellan länderna och att länderna har folkrättsliga förpliktelser i enlighet med lappkodicillen. Det konstateras också i denna gemensamma överenskommelsen att rätten till renbete enligt lappkodicillen är av privaträttslig natur.